# جورج سفينسون
جورج سفينسون هو سباح سويدي، ولد في 23 أغسطس 1908 في ستوكهولم في السويد، وتوفي بنفس المكان في 15 أغسطس 1970.

## وصلات خارجية
- جورج سفينسون على موقع أوليمبيديا (الإنجليزية)
- جورج سفينسون على موقع اللجنة الأولمبية السويدية (السويدية)